# الدابر
الدابر در یمن است که در استان صنعا واقع شده‌است.